# Lissonota nigroscutellata
Lissonota nigroscutellata là một loài tò vò trong họ Ichneumonidae.